# Concile d'Avignon (1458)
Pour les articles homonymes, voir Concile d'Avignon.
En 1458, se tient le concile d’Avignon, présidé par Pierre de Foix, lequel avait été nommé gouverneur du Comtat d’Avignon et archevêque d’Arles (1450-1463) par le pape Eugène IV, peu de temps après la mort de Louis Aleman. Il avait déjà présidé à ce titre le concile d’Arles en 1457.